# Электронная бабушка
«Электронная бабушка» — советский фильм 1985 года по мотивам произведения Рэя Брэдбери «Электрическое тело пою!». Снят на Литовской киностудии по заказу Центрального телевидения СССР.

## Сюжет
Дети узнают причину болезни своей подруги Агаты — у всех есть бабушки, а у неё нет. Они покупают ей электронную бабушку. Бабушка совсем не выглядит старой, наоборот, выглядит молодой и красивой. Она придумывает интересные игры и даже летает вместе с ними на Луну. Проводя много времени с детьми, она восполняет их родительские проблемы, возникшие по вине родителей — у них совершенно нет времени на воспитание своих детей.

## В ролях
- Ингеборга Дапкунайте — электронная бабушка
- Ина Розенайте — Агата
- Дарюс Палекас — Интас
- Лорентис Свердиолас — Лорентис
- Томас Багдонавичюс — Томас
- Виолетта Подольскайте — мама Агаты
- Видас Петкявичюс — отец Агаты
- Евгения Шулгайте — бабушка Виктория
- Она Кнапките — бабушка гор
- Чесловас Юдейкис — врач
- Витаутас Паукште — телекомментатор

## Съёмочная группа
- Автор сценария — Ольга Рукенглаз.
- Режиссёр — Альгимантас Пуипа
- Оператор — Альгимантас Микутенас
- Художник — Андрюс Жибикас
- Композиторы — Юлиус Андреевас, Арунас Навакас
- Звукооператор — Ромуальдас Федаравичюс
- Хореограф — Элегиюс Букайтис
- Художник по костюмам — Линас Крищюнас